# George R. Lawrence

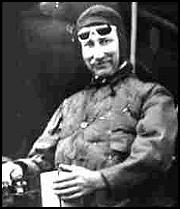
George Raymond Lawrence (1901)

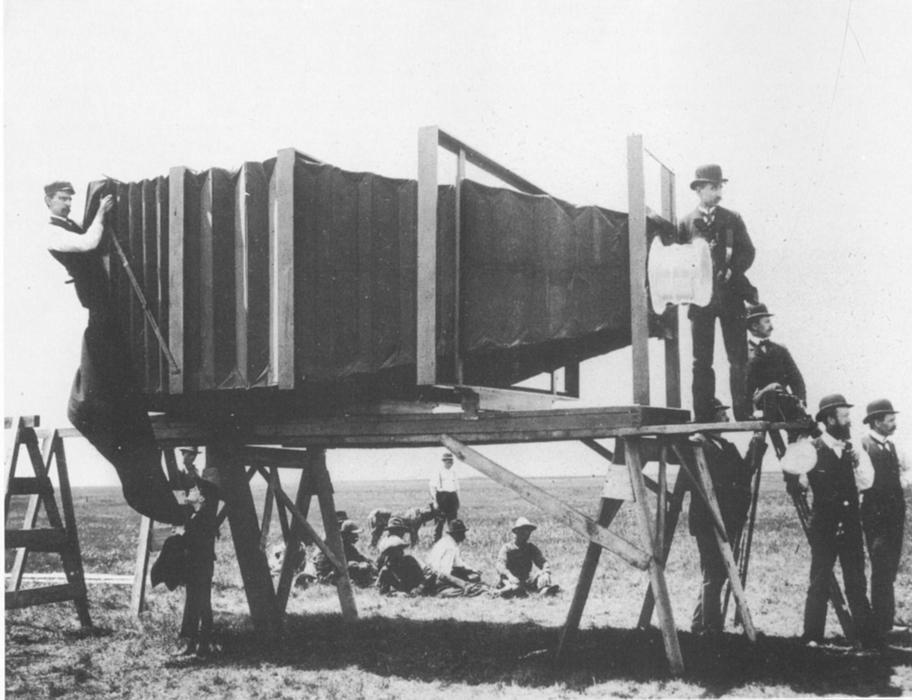
Die Mammut-Kamera von George R. Lawrence, 1900

George Raymond Lawrence (* 24. Februar 1868 in Ottawa, Illinois; † 15. Dezember 1938) war ein Fotograf aus Nordillinois. Er wuchs auf im Kankakee County und zog 1890 nach Chicago, wo er bei seinem Arbeitgeber eine Erfindung bezüglich Befestigung von eisernen Felgen auf Holzrädern machte. 1891 begann er als Porträt-Fotograf zu arbeiten. Ab 1896 hatte er das zuvor mit einem Geschäftspartner geteilte Studio für sich. Er verbesserte die Mischung des Leuchtpulvers für Blitzlampen auf Magnesiumbasis derart, dass es heller leuchtend und mit weniger Rauch abbrannte, so dass er auch Vater der Blitzlicht-Fotografie genannt wurde.
Um 1900 baute er in Chicago die größte Kamera der Welt. Die „Mammut“ wog 600 kg und wurde von 15 Leuten bedient. Er schuf sie, um ein Bild für die Chicago & Alton Railroad Co. zu machen, das auf der Weltausstellung in Paris gezeigt wurde. Des Weiteren machte er Luftbilder von Heißluftballonen aus und mittels elektrisch fernausgelösten Kameras von Drachen aus. Berühmt wurde er durch sein Panoramabild vom erdbebenzerstörten San Francisco aus dem Jahre 1906. Für diese Aufnahme wurde Kamera durch eine Drachenkette auf eine Flughöhe von etwa 600 m angehoben. Lawrence nannte seine Drachenkette "Captive Airship", wörtlich übersetzt: Fessel-Luftschiff.